# 5-HT1 receptor

5-1 receptori su potfamilija 5-HT receptora koji vezuju endogeni neurotransmiter serotonin (5-hidrokstriptamin, 5-HT). 5-1 potfamilija sadrži pet G protein-spregnutih receptora koji vezuju  i posreduju inhibitornu neurotransmisiju. Ova grupa obuhvata 5-1A, 5-1B, 5-1D, 5-1E, i . Ne postoji  receptor, jer je njegova klasifikacija promenjena u  receptor.